# محموله ویژه (فیلم ۱۹۲۷)
محمولهٔ ویژه (انگلیسی: Special Delivery) یک فیلم کوتاه کمدی به کارگردانی راسکو آرباکل است که در سال ۱۹۲۷ منتشر شد. این فیلم از ابتدای سال ۲۰۲۳ میلادی در مالکیت عمومی قرار گرفت.

## گزیدهٔ بازیگران
- ادی کانتور
- جوبینا رالستون
- ویلیام پاول
- دانلد کیت
- ویکتور پاتل
- پال کلی
- ماری کار
- رابرت لیوینگستون
- اسپک اودانل
- خانواده دال